# バーラーニ・イシュトヴァーン
バーラーニ・イシュトヴァーン（ハンガリー語: Bárány István、1907年12月20日 - 1995年2月21日）は、ハンガリーの競泳選手。1924年から3大会連続してオリンピックに出場した。
1924年のパリオリンピックでは100m自由形に出場したが、12位に終わった。4年後のアムステルダムオリンピックには100m自由形で銀を獲得、4×200m自由形リレーでも4位につけた。1932年のロサンゼルスオリンピックでは4×200m自由形リレーで銅メダルを獲得したものの、100m自由形では準決勝4位で決勝進出はならなかった。
1978年に国際水泳殿堂入り。